# Ettore Rivolta
Ettore Rivolta   (Milà, 3 de setembre de 1904 - Milà, 17 d'octubre de 1977) va ser un atleta italià, especialista en marxa, que va competir durant la dècada de 1930.
El 1932 va prendre part en els Jocs Olímpics d'Estiu de Los Angeles, on fou cinquè en la prova dels 50 km marxa del programa d'atletisme. Quatre anys més tard, als Jocs de Berlín, fou dotzè en la mateixa prova.
En el seu palmarès destaca una medalla de bronze en els 50 km marxa del Campionat d'Europa d'atletisme de 1934.

## Millors marques
- 50 km marxa. 4h 35' 53" (1935)[1][2]